# 従順
| ウィキペディアには「従順」という見出しの百科事典記事はありません（タイトルに「従順」を含むページの一覧/「従順」で始まるページの一覧）。 代わりにウィクショナリーのページ「従順」が役に立つかもしれません。 |